# Saint-Georges-d’Annebecq
Saint-Georges-d’Annebecq – miejscowość i gmina we Francji, w regionie Normandia, w departamencie Orne.
Według danych na rok 1990 gminę zamieszkiwało 187 osób, a gęstość zaludnienia wynosiła 20 osób/km² (wśród 1815 gmin Dolnej Normandii Saint-Georges-d’Annebecq plasuje się na 699. miejscu pod względem liczby ludności, natomiast pod względem powierzchni na miejscu 553.).